# Савиры
Сави́ры (сува́ры, греч. Σάβιροι, тат. суарла́р, чув. сӑварсе́м) — тюркоязычный кочевой народ, родственный булгарам, хазарам, акацирам и некоторым другим племенам гуннского круга, населявший со II века Западный Прикаспий.
В начале VI века мигрировали на Северный Кавказ, где ненадолго стали ведущей военной силой. В середине VI века были разгромлены аварами и потерпели поражение от Сасанидского Ирана, в результате чего оставшаяся часть савиров была насильно переселена в Закавказье (на территорию современного Азербайджана). С осколком савирского объединения традиционно связывается «царство гуннов» (хонов), существовавшее в Дагестане в VII — начале VIII веков. Позже савиры (сувары) известны в Среднем Поволжье. Лев Гумилёв считал, что ославянившиеся потомки савиров стали северянами. Принимали участие в этногенезе некоторых современных народов, в частности, чувашей и кумыков. От имени савиров, возможно, произошло название Сибири.
Махмуд Кашгари (конец XI в.) отмечал, что сувары и  булгары говорят по-тюркски {386, стр. 30] и что они, а также «емеки и кыфчаки» расселены до «стран Рус и Рум» [386, стр. 32J, т. е. до Руси и Византии.

## Произношение
Этноним сувар в исторических источниках на разных языках записан в нескольких вариантах. Николай Егоров отмечает, что все исторические источники, за исключением Ибн Фадлана, свидетельствуют в пользу ротацированной формы произношения имени сувар, которая в свою очередь восходит к более ранним формам сабыр или савир.

Птолемей (II в.) — савар; Приск Паннийский (V в.) — сабир; Захария Ритор (V в.) — сабир; Прокопий Кесарийский (VI в.) — сабир; Мовсес Хоренаци (VI в.) — савир; Менандр Протектор (VI в.) — сабир; Иордан (VI в.) — савир, сабир; Феофилакт Симокатта (VI—VII вв.) — сабир; Константин Багрянородный (X в.) — сабар асфал — «белые сабиры»; Ибн Хордадбех (IX в.) — сувар; аль-Масуди (IX—X вв.) — савардия; эль-Балхи (X в.) — сувар; Ахмед ибн Фадлан (X в.) — суваз; аль-Истакри (X в.) — сувар; ал-Мукадесси (X в.) — сувар; Иосиф, хазарский каган (X в.) — сувар; Худуд аль-Алам (X в.) — сувар; Ибн Хаукаль (X в.) — сувар; Махмуд Кашгари (XI в.) — сувар; аль-Гарнати (XII в.) — сувар; ал-Идриси (XII в.) — сувар; Якут (XIII в.) — сувар; булгарская эпитафия (XIV в.) — сувар; карта Фра Мауро (1459 г.) — веда суар.— Егоров Н. И. Примечания // Хрестоматия по культуре Чувашского края: дореволюционный период. — Чебоксары: Чуваш. кн. изд-во, 2001. —  С. 59.
В этих примерах в ряде случаев словом «сувар» или ему похожим именуется не этноним, а ойконим (название города). Трансформация сабыр (савир) в сувар произошла, как видно из сравнения ранних и поздних форм, в среднебулгарскую эпоху и реально сохранилась[обтекаемое выражение], по мнению Н. И. Егорова, в чувашском (сăвар) и татарском (суар), как названия деревень[каких?] рядом с Суварским городищем. Он пишет: «Развалины этого города (Сувара) сохранились до настоящего времени. У чуваш, живущих в окрестностях этих развалин, последние известны под именем Сăвар». Ему вторит В. Д. Димитриев, подчёркивая. что так называли только чуваши. С другой стороны, Ш. Марджани утверждал, что указанное городище называют Суваром местные мусульмане, то есть татары. По утверждению же Г. Н. Ахмерова, чуваши и татары до сих пор так называют близлежащее крупное русское село Кузнечиху, а самим кузнечихинцам под названием Свар известна горка в полувёрстах от населённого пункта. Действительно, об именовании Кузнечихи чувашами как Сăвар пишется и в словаре Н. И. Ашмарина.

## Этимология
Этимон слова савар/сапир/савир/сабир/сувар восходит к персидскому sävar — «всадник», «наездник», «умелый». В османском диалекте слово приняло форму сӳвар. В сасанидском войске имелись привилегированные корпуса асавира. Об этнонимах савар и сувар как вариантах пишут многие исследователи. Дьюла (Юлиус) Немет писал о трёх племенных подгруппах венгров, под которыми они были известны соседним племенам: оногуры, тюрк и савар.
Василий Николаев считал этнонимы сувар, савир иранского происхождения и, в то же время, указывал на возможность возникновения от него, в определённой последовательности, и этнонима чăваш (чуваши):

Чăваш < шуваш < шубаш < суваш < сувас < субас < субаш [с персидского savar (савар), др.-иран., сак. sabär (cабар) — «наездник»; в < б] в древнекит. транскрипции субейси (с учётом перехода в чув. су=чу=шу и др.-ир. в=б). Слово SU.BIR (сувар, савир) из письма астролога Аккуллану царю Ашшурбанипалу в VII в. до н. э. иранского происхождения.— Николаев В. В. Иллюстрированная история чувашей. Книга I. Древняя эпоха — до 500 г. до н. э. — Чебоксары: Фонд историко-культурологических исследований им. К. В. Иванова, 2006. — С. 9.
Тюрколог Дьюла Немет пишет, что значительное число древнетюркских этнонимов восходит к аористу — причастию на -ар и наименование сувар также принадлежит к этой семантической группе тюркских этнонимов. Производящим для первой части этнонима, как он далее отмечает, послужили слова со значением «слушаться» и потому первоначальным значением этнонима сувар было «племя покорных, послушных».

Производящее слово для этнонима — sumaq, sur-, bojun su— 'слушаться' (МК. Брок, у Аталая точнее, чем МК. Брок.) с корнем su-, suw-, подобным ju-, juw- 'мыть' (Рясянен, 209а) с аористом juvar. Первоначальное значение этнонима сувар 'племя покорных, послушных'.— Немет Ю. К вопросу об аварах / перевод с немецкого И. Г. Добродомова. // Turcologica. К 75-летию академика А. Н. Кононова. — Л.: Наука, 1976. — С. 302.

### Народная этимология
В чувашских исторических преданиях происхождение этнонима «сувар» связывается с тем, что сувары жили по берегам рек Волга и Свияга. В тюркских языках слово су имеет значение «вода, река», в чувашском языке словам «вода, река» соответствует слово шыв. В башкирском языке слово «сыу» — «вода, река» они современных чуваш до сих пор называют как народы Сыуаш. Также в чувашском языке слово «ар» — человек. Луговые марийцы современных татар называют Суас, а чуваш Суасла Мари. В записках Ибн Фадлана встречается этноним племени Суваз — это название народа на огузском Z-языке, а этноним Сувар — это название народа на огурском R-языке.

## История

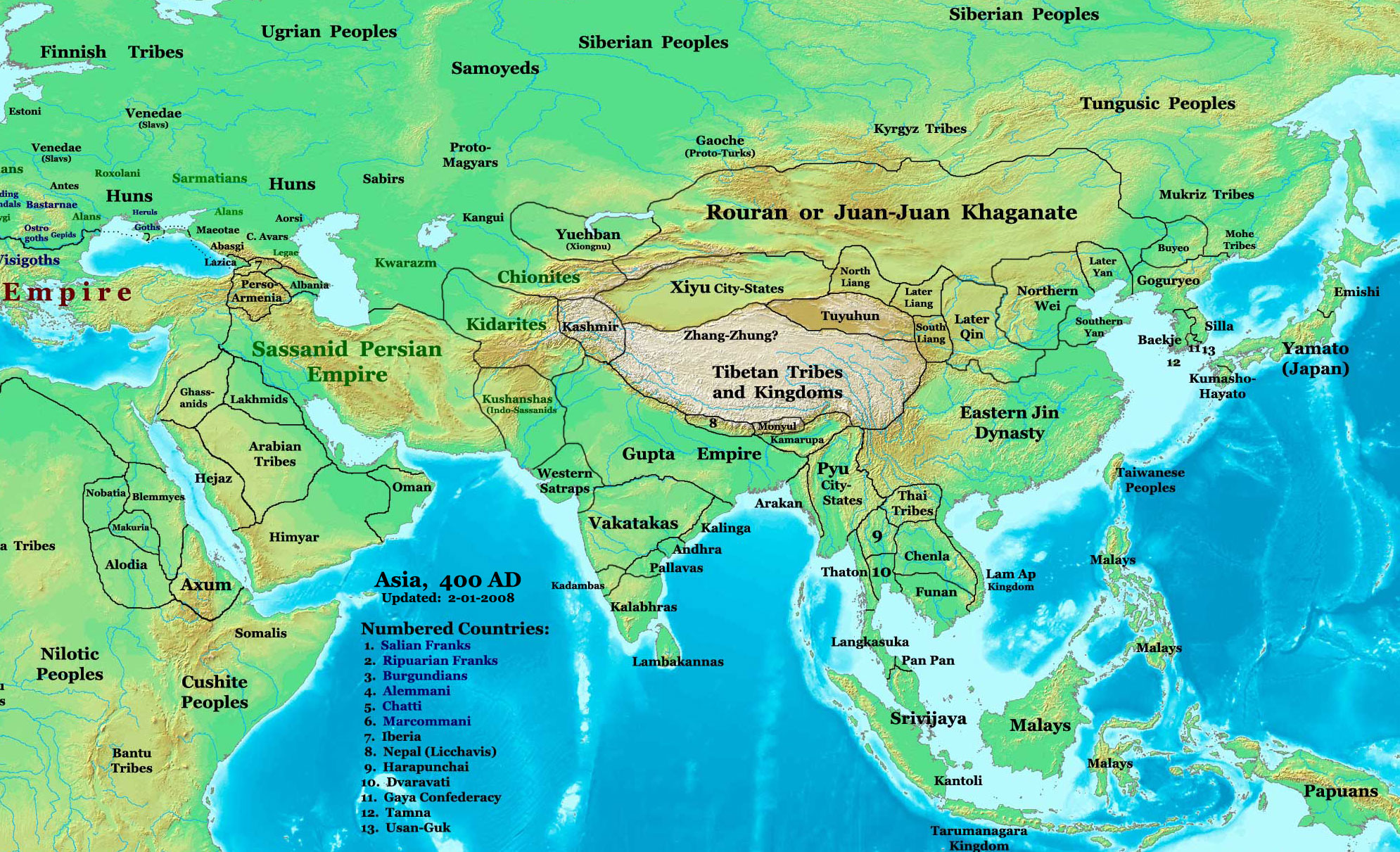
Савиры («Sabirs») на южном Урале между гуннами («Huns») и «протомадьярами» в 400 году

Первое известие о савирах (греч. Σαύαροι) оставлено Птолемеем в трактате «География» (кн. 3, гл. 5, 22), который помещал их в списке народов Сарматии после аорсов возле Рипейских гор.

### Происхождение
Этническое и языковое происхождение савиров спорны. Существуют следующие гипотезы (в алфавитном порядке):
- иранская;
- самодийская[22];
- сяньбийская[23][24];
- тюркская[25][26];
- тюркско-угорская[27] (М. И. Артамонов считает савир тюркизированными уграми);
- угорская[28].

Самоназвание «савиры» известно из византийских источников, а в форме «савары» из персидских и арабских источников. Об этом народе упоминают все крупные византийские и персидские историки VI века.
Считается, что савиры пришли в Западную Сибирь из Центральной Азии вместе с хуннами.

### Сувары в Сибири
Зона первоначального обитания сувар находилась в Западной Сибири между Алтаем и Уралом. Так, согласно преданиям тобольских татар, народ савыр (сабыр, сыпыр) жил по среднему течению Иртыша до прихода туда сибирских татар. В 1992 году Д. М. Исхаков записал в д. Лайтамак (Тобольский район Тюменской области) легенду об Илек-алпе, воевавшем с «народом сыбыр».

### Сувары на Кавказе

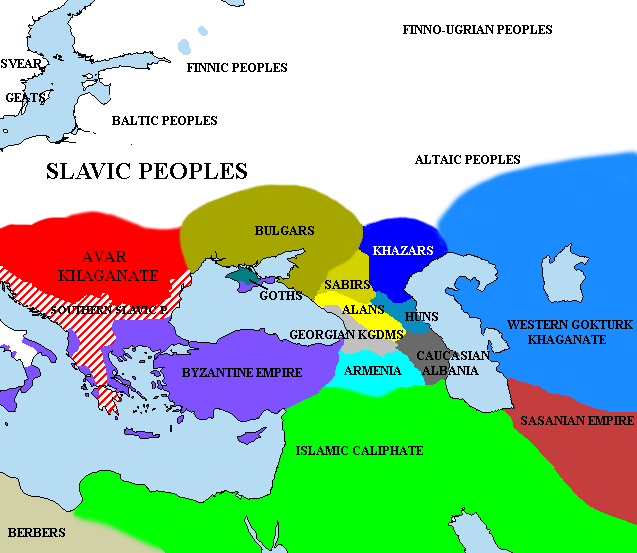
Савиры на Северном Кавказе между аланами, болгарами и хазарами. Около 650 г.

По «Географии» Страбона (начало I в.) расселение племён на территории начиная с низовий Волги на севере до Кавказских гор на юге, от реки Дон на западе до Уральских гор на востоке представить следующим образом: сарматы на севере, затем скифы-кочевники, живущие в кибитках, потом аорсы и сираки, проживавшие до Кавказских гор.

Аорсы, впрочем, живут по течению Танаиса— Страбон. География в 17 книгах. М., 1994. — С. 480.
Сувары впервые были зафиксированы во второй половине II в. Клавдием Птолемеем на Кавказе ниже аорсов и пагиритов.
В VI в. савиры как активные участники персидско-византийских войн оказались вовлеченными во взаимодействие с персами, восточными римлянами, племенами угров, аварами, армянами и аланами.
Византия и в большей степени Сасанидский Иран подвергались их набегам и одновременно стремились использовать в качестве наёмников. В 521 византийский император Юстин I склонил савирского вождя Зилигда на войну с персами. Однако тот, получив дары от Ирана, перешёл на его сторону и с 20 тыс. войском напал на Византию. Тогда Юстин предложил Ирану заключить мир, чтобы не идти на поводу у варваров и персы уничтожили савирское войско.
В 527 году савирами, расположенными близ иранской границы, правила вдова вождя Болаха — Боарикс. Она заключила союз с Византией. Двое других племенных вождей согласились служить Ирану. В ходе столкновения один из вождей, Глом, был убит, а другой — Тиранис — пленён и отослан в Константинополь в качестве трофея.
Стефан Византийский в VI в. писал о сапирах/савирах, обитавших на реке Акампис между Колхидой и Персией. Иордан писал о племенах, составлявших ядро гуннской конфедерации:

Гунны, как плодовитейшая поросль из всех самых сильных племён, закишели надвое разветвившейся свирепостью к народам. Ибо одни из них зовутся альциагирами, другие — савирами, но места их поселений разделены.— Иордан О происхождении и деяниях гетов. — СПб., 2001. — С. 67.
Из-за постоянных войн между Ираном и Византией, особенно из-за выступления савиров то на одной, то на другой стороне, в 30-х годах VI века в савирском объединении образовались две группы — иранской и византийской ориентации. После смерти Аттилы в 453 г. и разделения гуннского союза по автономным племенам на Кавказе стала господствовать савирская конфедерация. Государство оногуров распалось, ему на смену пришёл новый военно-политический союз во главе с савирами. Сюда же входили гунны и булгары.

Распад на Северном Кавказе первого гунно-булгарского объединения во главе с оногурами обусловил начало параллельного процесса объединения кочевников Восточного Предкавказья и становления нового военно-политического союза во главе с сабирами.— Джафаров Ю. Р. Гунны и Азербайджан. — Баку, 1985. — С. 69.
Поэтому верно утверждение, что в то время гунны Дагестана были частью савирских племён, иначе говоря, распавшиеся гунны были поглощены савирами.
В 463 году савирское объединение напало на сарагуров и их союзников. Сарагуры, в свою очередь, вторглись в земли акациров. Во второй половине V в. савиры обосновались в районе р. Кума вдоль Каспийского моря.
В середине VI века соседями савиров были племена аугар, бургар, куртаргар, авар, хазар, дирмар и др. Жили они все «в палатках, существуют мясом скота и рыб, дикими зверьми и оружием».
Племя савиров представляло собой ряд самостоятельных «колен».

Но уже в начале VI века положение в савирском обществе изменилось. Из среды племенной знати выделилась наследственная династия, претендующая на управление всеми савирами. Представители этой династии вступили в открытую борьбу с сепаратизмом племенных вождей.— Фёдоров Я. А. Хазария и Дагестан // Кавказский этнографический сборник. — М., 1972. — Вып. V. — С. 21.
В «Летописи» Феофана Византийца под 508 г. записано:

Гунны, называемые савирами, проникли за Каспийские врата, вторглись в Армению, опустошили Каппадокию, Галатию и Понт и остановились почти у самой Евхаиты— Феофан Византиец. Летопись от Диоклитиана до царей Михаила и сына его Феофилакта. — М., 1884. — С. 126.
Савиры были одним из сильнейших племён в регионе. Согласно Феофану и Малале, в VI веке савирские вожди могли одновременно выступить более чем с 120-тысячным войском. Можно предположить общую численность савиров, приплюсовав к числу воинов их жён, детей (не менее шести) и родителей. Получается более миллиона человек. Другой такой мощной силы в то время на Кавказе не было. Вместе с хазарами савиры «составляли одно и то же военно-политическое объединение, во главе которого, однако, стояли савиры, так как в первой половине VI века в большинстве исторических известий именно их наименование служит для обозначения варваров, обитавших севернее Дербента».
В VI веке Прокопий Кесарийский зафиксировал «гуннов, которые называются савиры», на границе Иврии — в «конце Кавказского хребта».
Савиры служили в иранском войске во время кампаний 528—531 годов.
В 531 году савиры выступили против византийцев, напав на их владения в Армении, на Евфрате и в Киликии.
В 541 году развернулись военные действия между Ираном и Византией в Лазике. Это был стратегический район для обеих сторон. Важным пунктом стала мощная морская цитадель Петра, построенная по приказу Юстиниана к югу от реки Фасис.
Савиры сыграли важную роль во время ирано-византийской войны за Лазику (550—556). Правитель лазов — Губац нанял савир и алан для защиты от персов, но не смог расплатиться, и союзники перешли на сторону Ирана. Византийский император Юстиниан прислал необходимую сумму. Три савирских вождя прибыли за ней к византийскому войску, осаждавшему город Петру. Савиры научили византийцев строить переносные тараны, благодаря чему город был взят.

В начале 551 года, использовав помощь гуннов-савиров и преимущества византийской военной техники, военачальник Бесса овладел, наконец, Петрой— Удальцова 3. В. Внешняя политика Юстиниана. Попытки реставрации империи на Западе. Войны с Ираном. Византийская дипломатия // История Византии. — М., 1967. — Т. 1. — С. 333.
При этом савиры применили тараны особой конструкции, что сыграло решающую роль в разрушении стен крепости. В кампании 554—555 годов тяжеловооружённые савиры под предводительством «знаменитейших у них людей» Башиаха, Кутилзиса и Илагера приняли активное участие в войне на стороне Византии и разгромили сильный отряд воинственных дилимнитов — союзников персов. В середине VI века савиры владели Прикаспийским проходом, который армянские историки называют Чора и где позднее возник Дербент.

К середине VI в. савиры, являвшиеся наиболее сильным и многочисленным народом на Кавказе, захватили всю Северную Албанию (Ширан и Аран) в зоне Дербенд-Кабала, бывшую центром савирских поселений, и пробыли там более 100 лет. <… > По-видимому, в это время часть савиров перешла к оседлой жизни, ассимилируясь с коренным населением страны.— Ашурбейли С. Государство Ширваншахов (VI-XVI вв.). — Баку 1983. — С. 62.
Во второй половине VI века савиры также встречаются на реке Техури в Западной Грузии.
Агафий, в частности, писал:

наёмники же из гуннов, которых называют савирами <…> расположились лагерем у Археополя и прилегающих местностей.— Агафий Миринейский. О царствовании Юстиниана. — М., 1996. — С. 108.
Как видим, почти весь VI век савиры беспрепятственно мигрировали в пространстве от Северного Кавказа до Малой Азии.
Могущество савир было подорвано междоусобными войнами. В 562 году персидский шах Хосрой нанёс савирам поражение. Часть их он взял в плен и поселил в Кавказской Албании, в районе Кабалы. Остальных прогнал обратно в Дагестан. У каспийского прохода он построил крепость — Дербент, что значительно затруднило дальнейшие набеги.
В конце VI века, согласно Менандру, римские военачальники заставили савиров и алванов переселиться «по эту сторону реки Кир». Таким образом, византийцы хотели удержать эти племена на своей стороне.
В VII—VIII веках остатки савиров жили в низовьях реки Кума и в Северном Дагестане, они подчинялись хазарам и были известны под именем «гуннов».
В 682 году савирский вождь Алп-Илитвер принял христианство.
Установлено, что Прокопий, Феофан и другие историки называли «гуннами» на Кавказе и савиров, и аваров, и болгар, а также другие племена. На самом деле савиры (Σαβίνωρας) — это народ, родственный по происхождению гуннам, булгарам, хазарам, аварам, мадьярам, альциагирам, гузам, барсилам, оноуграм, беленджерам. В кавказский период своей истории эти племена постоянно смешивались между собой. Савиры до аварского нашествия составляли значительную часть аристократии Хазарии и пользовались в стране авторитетом.
Можно полагать, что эти родственные народы понимали речь своих соседей. Однако причислять их к одной языковой группе достаточно опрометчиво. Например, известно, что «язык хазар не похож ни на какой другой известный язык».
Также неверно говорить о гуннах как о конгломерате тюркоязычных масс, ибо гунны, как известно, окончательно сложились в Южном Приуралье непосредственно из гуннов и местных угров и сарматов. Следует учитывать мощный пласт иранской культуры у этого народа. М. Алиханов-Аварский, комментатор «Дербенд-наме», полагал: гун/хун/кхун на языке лаков или кумухов имеет то же значение, что и hun и hune на древнесеверных наречиях немецкого языка, то есть «высокий», «великан».
В Нагорном Дагестане по соседству с гуннами-кумухами жило большое племя аваров, бывшая столица которых носила название Хунзах — «Крепость хунов». Между прочим, слова obr, obrin на языке славян, живущих в Германии, тоже имели значение «высокий», «великан».
Таким образом, гуннский союз — это конфедерация собственно гуннских, а также тюркских, иранских, финно-угорских и других племён. В связи с этим следует указать на одну работу Берната Мункачи, в которой автор, основываясь на булгарских заимствованиях в венгерском языке, заключал, что кавказские булгарские племена говорили на разных диалектах. Естественно, следует говорить не о диалектах булгарского языка, а о заимствованиях мадьярами из языков своих соседей и родственных племён — гуннов, хазар, сувар и булгар.
В 658 году окончательно распался Западно-тюркский каганат. Одновременно в северо-восточных предгорьях Дагестана в междуречье Терека и Волги савиры основали царство со столицей Варачан, расположенной, вероятно, к югу от Терека (по версии С. Т. Еремяна — на месте нынешнего Буйнакска). По инерции армянские источники продолжали называть его царством гуннов, а арабские хронисты — Джиданом. С середины V в. до конца VII в. савиры занимали в Восточном Предкавказье господствующее положение.
Хазарский каганат в Прикаспийских степях с самого начала включал сувар, булгар и собственно хазар. Впрочем, хазары составляли в нём этническое меньшинство. Из письма хазарского царя Иосифа узнаем о родословной этого народа. Иосиф возводил свой род к Иафету. Хазары же восходят к сыну сыновей Иафета Тогарму. У Тогарма было десять сыновей. В их числе прочитываются Авар, Хазар, Савир и Булгар.
К концу VII в. хазары в Восточном Предкавказье начали диктовать свои условия. Под их власть попала и страна гунно-савиров.
В VIII в. военно-политическая ситуация меняется в пользу Хазарии. Хазары налагают дань на сувар и булгар. Страна Сувар становится хазарским федератом со столицей Хазарии Семендер в низовьях Терека. Однако в середине VIII в. Дербент был в руках арабов. Хазары не могли с этим смириться, они предприняли несколько попыток одолеть крепостные стены, но безуспешно. Халиф отдал приказ правителю Дербента Езиду восстановить старые укрепления. Были восстановлены и населены несколько разрушенных ранее крепостей, в том числе и Сувари. Кроме того, Езид поставил на границах, особенно в крепости Сувари, по тысяче караульных. Таким образом, все укрепления вокруг Дербента были переполнены войсками, а город огражден от хазар.
Как видим, задолго до VIII в. рядом с городом Дербентом была крепость Сувари, первоначально построенная савирами/суварами.
Во второй половине IX в. Ибн Хордадбех фиксирует царство Сувар на северной стороне от Баба (Дербента).
Арабский историк, географ и путешественник Аль-Масуди пишет, что хазар по-тюркски называют савирами.

### Сувары в Среднем Поволжье
Часть сувар, обитавших в пределах Северный Кавказ — Дон, под влиянием арабских нашествий двинулась вверх по Волге в Среднее Поволжье, где вошла в состав Волжской Булгарии в X веке построила город Сувар.
Секретарь посольства аббасидского халифа аль-Муктадира Ахмед ибн Фадлан в 922 г. отчетливо упоминает племя сувар в составе Волжской Булгарии. Отъехав с зимней стоянки, царь булгар Алмуш «захотел, чтобы произошла перекочевка (племен), и послал за народом, называемым суваз, приказывая им перекочевать вместе с ним». Р. Г. Фахрутдинов полагал, что Ибн Фадлан писал о суварах, а не о сувазах. По мнению многих исследователей, сувары Поволжья связаны с сабирами (савирами/саварами), которые ассоциируются с Северным Кавказом или являются их потомками.
Средневековый филолог и лексикограф Махмуд аль-Кашгари зафиксировал город ас-Сӯвāр, расположенный вблизи города Булгāр. В рукописи марокканского географа ал-Идриси (сочинение написано в 1154 г.) говорится: «Буртасы следуют за хазарами, и нет между ними и хазарами другого народа. Они имеют деревянные дома, а также войлочные палатки. У них [есть] два города — Буртас и Сувар».
По мнению ряда башкирских историков в Волжской Булгарии сувары были численно преобладающей этнической группой.

### Сувазы. Дискуссии об эволюции этнонима суваз
Автор русского перевода полного текста «Записки» Ахмеда ибн Фадлана востоковед А. П. Ковалевский первоначально прочитал название одного из племен Волжской Булгарии как «саван» (по тексту Мешхедской рукописи, стр. 2086, строка 11). Дополнительно изучив вопрос написания конечных букв «н» и «з» в старой арабской графике, во втором издании (1956) книги Ибн Фадлана он предложил новый перевод: ввиду того, что в рукописи конечные «н» и «з» часто смешиваются, следует читать — «суваз». Другая форма этого же слова — «сувар». Аналогичное колебание звуков видим и в названии речки Джавшыз — Джавшыр. Форма «сувар» — результат булгаризации имени «суваз».
Кроме того, он захотел, чтобы произошла перекочёвка [племён], и послал за народом, называемым суваз, приказывая им перекочевать вместе с ним. [Они] же отказали ему. И [они] разделились на две партии.— Ковалевский А. П. Книга Ахмеда ибн-Фадлана о его путешествии на Волгу в 921—922 гг. — Харьков: Изд-во. Харьковского гос. университета им. А. М. Горького, 1956.
В названии племени «суваз» А. П. Ковалевский увидел древнюю форму нынешнего названия чуваш.

…если с одной стороны учесть, что названия сăваз-сăваç и чăваш являются лишь видоизменениями того же самого слова, а с другой стороны обратить внимание на замечательный факт, указанный П. Г. Григорьевым, что чуваши, также как и сувазы в 922-м году, в продолжение многих веков упорно не хотели принимать ислама, нельзя не увидеть тесную связь между обоими народами.— Ковалевский А. П. Чуваши и булгары по данным Ахмеда Ибн-Фадлана. — Чебоксары: Чуваш. гос. изд-во, 1954. — С. 45.
Название племени «суваз», вместо булгарской формы «сувар», нельзя объяснить ошибкой переписчика, поставившего лишнюю точку над арабской буквой «р». Это «з» не может быть также отражением произношения среднеазиатских тюрок, окружавших Ибн-Фадлана. Хотя, как известно, булгаро-чувашскому «р» соответствует в других тюркских языках «з», но в этих последних имеется также и звук «р», а потому спутники Ибн-Фадлана, тюрки из Средней Азии, все же не стали бы произносить местное название племени «сувар» или реки «Джавшыр», как «суваз» и «Джавшыз». Следовательно, у Ибн-Фадлана мы имеем здесь передачу местных диалектальных различий, причем форма «суваз» соответствует современному названию чуваш — «чăваш».— Ковалевский А. П. Книга Ахмеда ибн-Фадлана о его путешествии на Волгу в 921—922 гг. Статьи, переводы и комментарии. — Харьков: Изд-во. Харьковского гос. университета им. А. М. Горького, 1956. — 345 с. — Харьков: Изд-во. Харьковского гос. университета им. А. М. Горького, 1956. — С. 35.
Ковалевский отмечает соответствие различных вариантов слова «суваз» выводам Н. И. Ашмарина.

Из приведённого обзора различных вариантов слова цуаç, суаç, сăваç, сăвар и тому подобных, мы видим, что это старинное название народа чуваш засвидетельствовано в памятниках, начиная с X века, причём, по видимому, в тех формах, которые соответствуют выводам Н. И. Ашмарина, добытым совсем иным путём.— Ковалевский А. П. Чуваши и булгары по данным Ахмеда Ибн-Фадлана. — Чебоксары: Чуваш. гос. изд-во, 1954.
Касательно выводов Н. И. Ашмарина, то он в работе «Болгары и чуваши», исследуя этимологию слова суас (сÿäс), которым луговые марийцы обозначают в настоящее время татар, предположил, что слово «чăваш» ранее имело несколько иное звучание:

Всё это заставляет нас предположить, что слово «чăваш» в старину произносилось чувашами несколько иначе, чем теперь, и именно в одной из следующих форм: ćуаć, ćуаз, ćы̆ваć или ćы̆вас (çуаç, çуас, çăваç, çăвас); в этом то более древнем виде оно и было взято черемисами в их богатый чувашизмами язык.— Ашмарин Н. И. Болгары и чуваши. — Казань, 1902.
О. Г. Большаков, ссылаясь на А. П. Ковалевского, в примечаниях к переводу произведения ал-Гарнати предполагает, что название города Сувар связано с этнонимом чуваш:

Есть предположение, что название города связано с этнонимом «чуваш» (арабское *** часто заменяет отсутствующий в арабском языке звук «ч», отсюда: суваз — чуваз — чуваш). Ал-Гарнати впервые сообщает о большой колонии суварцев (скорее всего купцов) в Нижнем Поволжье.— Большаков О. Г. Примечания // Ал-Гарнати Абу Хамид. Путешествие в Восточную и Центральную Европу (1131—1153 гг.). — М.: Гл. ред. восточ. лит., 1971. — С. 67.
Гипотезу А. П. Ковалевского о происхождении этнонима чуваш от слова суваз (сювазь) поддержал историк В. Д. Димитриев. Он также расширил гипотезу О. Г. Большакова, предположив, что и название самого народа сувары в X веке было иным, а именно сувазы (сювазы).

Уже в X веке сувары назывались сувазами (точнее, вероятно, сювазями). Марийцы именовали болгар и сувазов суасами. Этноним «чуваш» происходит от названия суваз (сювазь).— Димитриев В. Д. Чувашские исторические предания: Очерки истории чувашского народа с древних времен до середины XIX века. / Второе, дополненное издание. — Чебоксары: Чуваш. кн. изд-во, 1993. — С. 22.
Антон Салмин ссылаясь на О. Г. Большакова пишет:

Этимологи предлагают следующую сокращённую схему происхождения этнонима чăваш «чуваш»: савир → сувар → сувас → суваш → чăваш. О. Г. Большаков также считает верной указанную схему. В частности, он уточняет, что арабское ‘с’ часто заменяет отсутствующий в арабском языке звук ‘ч’, отсюда: суваз → чуваз → чуваш [Большаков 1971:67].— Салмин А. К. В. В. Радлов и его труды в контексте чувашеведения // Блог-конференция Radloff—2012.
Николай Егоров обнаруженную у Ибн Фадлана форма суваз объясняет простой опиской переписчиков и на этом основании отрицает родство слов сувар (суваз по Ибн Фадлану) и чуваш.

## Культура
Историки А. Б. Булатов и В. Д. Димитриев, обратившись к «Истории страны Алуанк» армянского историка Мовсес Каганкатваци, в своей статье, в изданной в 1962 году, указали на существование прямых параллелей между религией и семейными отношениями сувар (савир) VII века и чувашей позднего времени, также установив бытование аналогичных форм религии у булгар VIII—XIII веков. Всё это, по их мнению, служит одним из доказательств положения об определяющей роли булгаро-сувар в этногенезе чувашей, а также позволяет утвердительно говорить о формировании дохристианских верований марийцев и удмуртов под воздействием булгаро-суварской религии.
Василий Димитриев указывал на значительное хозяйственно-культурное влияние ираноязычных племён на булгаро-суварские племена.

В начале нашей эры болгаро-суварские племена из-за наступления засухи оторвались от остальных тюрков и тронулись в западном направлении. Постепенно продвигаясь через Семиречье и территорию Казахстана, где в то время обитали североиранские племена, во II и III веках оказались на Северном Кавказе, среди ираноязычных сарматов и аланов. Пять столетий провели здесь болгары и сувары, тут осваивали навыки оседлой жизни и земледелия. Они испытали значительное хозяйственно-культурное влияние ираноязычных племён.— Димитриев В. Д. Чувашские исторические предания: Очерки истории чувашского народа с древних времен до середины XIX века. / Второе, дополненное издание. — Чебоксары: Чуваш. кн. изд-во, 1993. — 20—21 с.
Николай Егоров объясняет связь мифологии чувашей с религиозными представлениями древних иранцев культурным влиянием ираноязычных племён на булгаро-суварские племена.

Заметный след в мифологической системе чувашей оставили религиозные представления древних иранцев.— Егоров Н. И. Примечания. // Хрестоматия по культуре Чувашского края: дореволюционный период. — Чебоксары: Чуваш. кн. изд-во, 2001. — С. 254.
По результатам историко-культурологических исследований В. В. Николаева, Д. Ф. Мадурова, В. Н. Алмантая, А. А. Трофимова, Ю. Ю. Ювенальева, мощный пласт элементов культуры, связанный с культурой древних земледельцев Передней Азии, присутствующий, в отличие от соседних народов, только в культуре чувашей, может быть объяснён доминирующей ролью суваро-булгар в этногенезе чувашей.

## Легенды и предания
Есть чувашские историческое предание, что прежде чувашей называли не чувашами, а суварами. В легенде о двух богатырях Булгаре и Суваре происхождение чувашей ведётся от рода Сувара.

## Потомки
Савиры приняли участие в этногенезе хазар и явились компонентом в формировании кумыков и некоторых других народностей Дагестана.
Многие советские историки и лингвисты утверждали об участии племени поволжских сувар в этногенезе современных чувашей Ковалевский А. П. считал, что название чувашского народа — «чăваш» производно от более древнего «суваз»-«сувар». А. П. Смирнов на сессии Академии Наук СССР в апреле 1946 года высказал мнение, что «чуваши связываются с местными оседлыми племенами, вероятней всего с эсегель и сувар, входившими в состав Булгарского царства». Н. Ф. Калинин, говоря о надписях булгарской эпохи, отмечал, что была «средняя этническая группа, искони жившая в Булгарии, которую можно назвать тюрко-чувашскою или суварскою, имевшая в более ранние века свой политический центр (Сувар), свою феодальную знать». В. Г. Егоров в своем докладе «Этногенез чувашей по данным языка», прочитанном на сессии Академии наук СССР 30—31 января 1950 г., указывая на смешение в Среднем Поволжье местных и пришлых элементов, говорит: «Весьма возможно, что в IX—X вв. из смешения их образовалось довольно сильное и многочисленное племенное объединение сувар с одноимённым большим торгово-промышленным городом», и в другом месте: «Потом, с приходом на Волгу булгаро-тюрков начинается тесное сближение чувашей с булгарами, особенно с отдельными племенами их—суварами, вместе с которыми они образуют крупное племенное объединение с главным городом Суваром и даже с чеканкой своей монеты».
Лев Гумилёв считал северян (и как следствие севрюков) ославявившимися потомками савиров.
Авторы монографии «История башкирских родов. Гирей» считают, что в результате истребления булгар после монгольского завоевания Волжской Булгарии оставшиеся сувары стали предками современных чуваш и отатарившихся ныне чуваш принявших ислам.

По всей видимости, племена Волжской Болгарии так и не слились в единую народность, причём, сувазы были численно преобладающей этнической группой. Собственно булгары, вероятно, были правящей верхушкой, которая во время монгольских погромов XIII—XIV в. подверглась истреблению и к XV в. ушла в небытие, так как именно с этого времени имя булгар исчезает со страниц исторических источников. Основным населением вновь образованного Казанского ханства становятся чуваши-мусульмане. На каком языке они разговаривали? Как известно, эпитафии Булгарского городища написаны арабской графикой, но их язык близок к современному чувашскому…— История башкирских родов. Гирей. Том 2. / С. И. Хамидуллин и др. — Уфа: ГУП РБ Уфимский полиграфкомбинат, 2014.